# ダムズグループ
ダムズグループは、新潟県新潟市東区の株式会社第一実業（だいいちじつぎょう）が展開しているパチンコチェーン。

## 概要
新潟県内にパチンコ店『ダムズ』『ダムズイン』を21店舗展開しており、地域密着型の企業を目指している。
コマーシャルには2021年8月現在、お笑いコンビの『霜降り明星』が起用されている。2020年までは『オリエンタルラジオ』が起用されていた。
2020年3月から、アルビレックス新潟のオフィシャルクラブパートナーを務めている。
2023年3月、賞品買取（三店方式）違反の疑いや無承認変更（釘調整）違反の疑いにより、DAMZ竹尾インター本店・新発田店が3ヶ月の営業停止処分となる（新発田店内にあるラーメン屋は営業を継続）。
2023年6月、営業停止処分解除。